# Curt Newton
Curt Newton ist ein US-amerikanischer Jazzschlagzeuger.
Newton studierte Jazz Performance am New England Conservatory of Music und war Schüler von Bob Gullotti. Seit 1986 arbeitete er als professioneller Musiker. Mit Ken Vandermark und Nate McBride bildete er die Gruppe Tripleplay, mit der er drei Alben aufnahm, ein weiteres entstand mit Vandermark und Kent Kessler (Steelwood Trio).
Gegenwärtig ist Newton Mitglied der Gruppe Nate McBride Quartet (mit Charlie Kohlhase und Taylor Ho Bynum), des Trios mi3 (mit Pandelis Karayorgis und Nate McBride) und des Trio Ex Nihilo (mit Jeff Song und Taylor Ho Bynum). Ein Album nahm er mit der Gruppe The Poppies auf. Als Sideman arbeitete er auch mit Hans Poppel, Joe Morris, James Rohr, Greg Kelley und Jorrit Dijkstra.
Daneben profilierte sich Newton auch als Soloperkussionist. So spielte er 1992 ein Schlagzeugkonzert mit Alan Dawson und Bob Gullotti, 1996 die Uraufführung von John Zorns Hwang Chin Ee für zwei Schlagzeuge und Erzähler und 1997 eine Transkription von Witold Lutosławskis Streichquartett für Soloschlagzeug. 2002 wirkte er an Chen Zhens multimedialer Skulptur Jue Chang am Boston's Institute of Contemporary Art mit.

## Diskographie (Auswahl)
- Joe Morris Trio: Symbolic Gesture, 1994
- Steelwool Trio: International Front, 1995
- Barrage Double Trio: Utility Hitter, 1996
- Joe Morris Quartet: You Be Me, 1997
- Tripleplay: Expansion Slang, 2000
- Trio Ex Nihilo, 2000
- Improvisations for Kayagum and Chang-go mit Jeff Song, 2004
- mi3: We Will Make a Home for You, 2005
- sOo's Collage: Different Doors, 2005